# Mikado (igra)
Mikado je stara japonska igra, ki se igra z 41. barvnimi lesenimi paličicami. Vrednost določajo barve (od izdelovalca igre je odvisna barvna kombinacija paličic in njihovo število). Za igro je značilna koncentracija in potrpežljivost.

## Preglednica paličic
| barva       | število | ime                               | točke |
| ----------- | ------- | --------------------------------- | ----- |
| modra       | 1       | Mikado (cesar)                    | 20    |
| rumeno-črna | 5       | Mandarin (višji cesarski uradnik) | 10    |
| oranžna     | 5       | Bonec (svečenik)                  | 5     |
| zelena      | 15      | Samuraj                           | 3     |
| rdeča       | 15      | Kuli                              | 2     |

## Pravila igre
V igri lahko sodeluje več igralcev. Eden izmed njih paličice vzame v desno roko, na sredini jih stisne. Nato jih postavi pokonci nad mizo, na katero jih hitro spusti. Paličice padejo na mizo v krogu.
Igralci jih začno pobirati po vrsti v smeri urinega kazalca. Pri tem se ob dvigu ene paličice ne smejo premakniti ostale. Takoj, ko se to zgodi, je na vrsti naslednji igralec.
Sprva se paličice dvigujejo samo s pomočjo prstov. Dviguje se jih tudi tako, da se s prstom pritisne na konec paličice, prednji del, ki se dvigne, omogoča igralcu lažji prijem. Ko pa igralec pridobi paličici Mikado ali Mandarin, dobi pravico, da si lahko pri nadaljevanju igre pomaga tudi z eno od omenjenih paličic (lahko jih frca ali dvigne v zrak). Vendar tudi z njo ne sme premakniti ostalih paličic v krogu. 
Igralec lahko pobira paličice samo s svojega mesta.
Igre je konec, ko so vse paličice s kroga pobrane. Vsak igralec sešteje vrednost svojih paličic. Zmaga tisti igralec, ki je po petih krogih zbral najvišje število točk.